# Ariyur
Ariyur è una suddivisione dell'India, classificata come census town, di 5.404 abitanti, situata nel distretto di Vellore, nello stato federato del Tamil Nadu. In base al numero di abitanti la città rientra nella classe V (da 5.000 a 9.999 persone).

## Geografia fisica
La città è situata a 12° 52' 13 N e 79° 05' 42 E.

## Società

### Evoluzione demografica
Al censimento del 2001 la popolazione di Ariyur assommava a 5.429 persone, delle quali 2.717 maschi e 2.712 femmine. I bambini di età inferiore o uguale ai sei anni assommavano a 516, dei quali 283 maschi e 233 femmine. Infine, coloro che erano in grado di saper almeno leggere e scrivere erano 4.108, dei quali 2.224 maschi e 1.884 femmine.